# Pierre du Val
Pierre du Val, auch: Petro du Val, Petrus Valentius, (* Normandie um 1500; † im Juli 1558) war ein Prediger der französischen Gemeinde in Emden (Ostfriesland) in der Zeit der Reformation. 
Pierre du Val flüchtete als Anhänger der Reformation 1552 aus Frankreich nach London. Hier lernte er Johannes á Lasco kennen, dem auch die französisch-reformierte Gemeinde in der Threadneedle Street unterstellt war. Mit der Gemeinde flüchtet er 1553 weiter nach Emden.
Im Verein mit Johannes á Lasco und Jan Utenhove empfiehlt er 1554 der im Entstehen befindlichen wallonischen (französischen) Gemeinde in Wesel entgegen den Ratschlägen Calvins Festigkeit gegen die Forderungen der Weseler Lutheraner.
Die Emder Schatzungsliste von 1555 nennt ihn Petrus Valentius und lässt ihn in der Nähe der Großen Kirche wohnen.